# 格拉尔-米里茨
格拉尔-米里茨是德国梅克伦堡-前波莫瑞州的一个市镇。总面积8.22平方公里，总人口4282人，其中男性1962人，女性2320人（2011年12月31日），人口密度521人/平方公里。